# Joaquín García Barceló
Joaquín García Barceló (Valencia, siglo XVIII-Madrid, 30 de marzo de 1879) fue un pintor español.

## Biografía

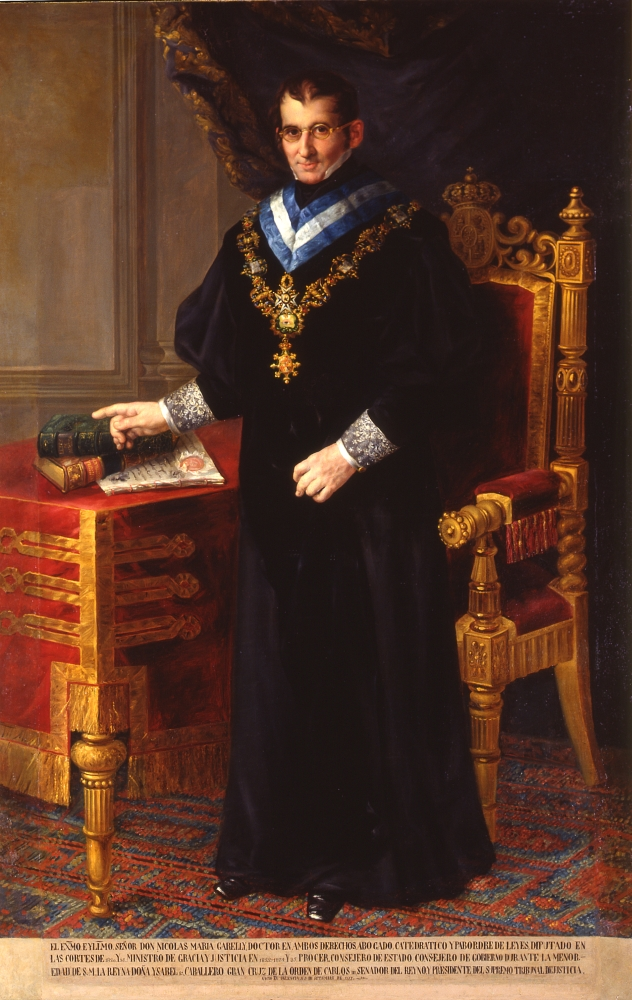
Retrato de Nicolás María Garelli, obra de García Barceló c. 1840

Natural de Valencia, fue profesor interino de los estudios elementales dependientes de la Real Academia de Bellas Artes de San Fernando y tutor de los hijos de María Teresa de Borbón.
Entre sus obras, consta un Retrato que presentó en la Exposición del liceo valenciano de 1845, uno de Doña Isabel de Borbón que pintó para el Tribunal Supremo de Justicia, otro para el Ayuntamiento de Talavera y otro para el Colegio de Infantería de Toledo, así como otros retratos para particulares. Entre su obra retratística se cuentan también representaciones del senador Juan Castillo y de Nicolás María Garelli, que presidía cuando fue retratado el Tribunal Supremo. También pintó La Virgen del Carmen sacando las almas del Purgatorio, lienzo de grandes dimensiones destinado a la condesa de Santa Engracia.
Falleció en Madrid, siendo profesor del Conservatorio de Artes, el 30 de marzo de 1879.